# Oficerska Szkoła Strzelecka w Stróży

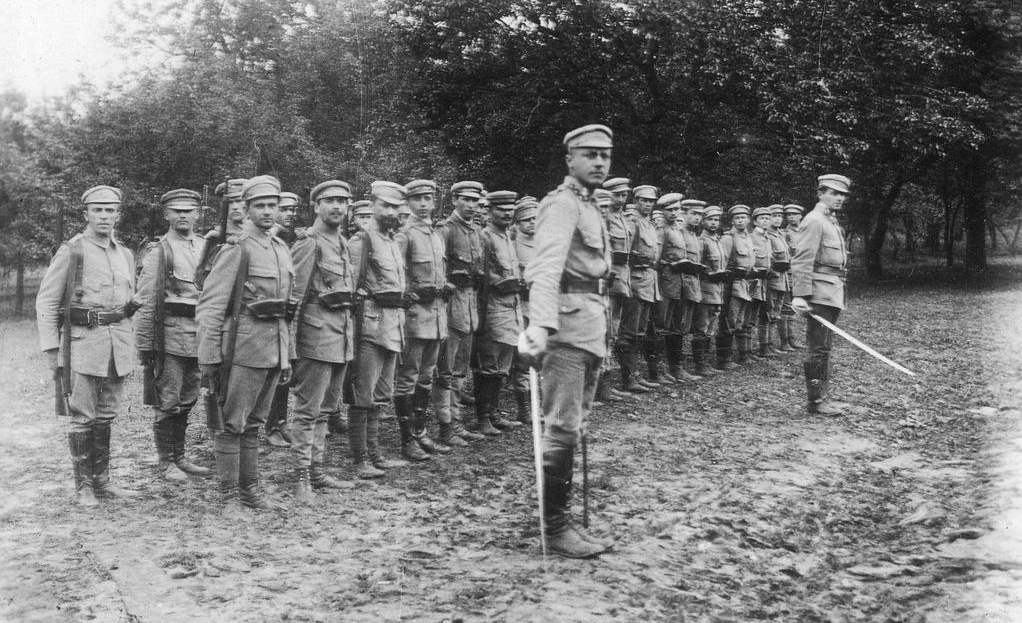
Szkoła oficerska Związku Strzeleckiego w Stróży. Strzelcy podczas zbiórki. Na pierwszym planie Tadeusz Monasterski, dowódca I plutonu.

Oficerska Szkoła Strzelecka w Stróży – placówka szkoleniowa, powołana w 1913 w celu szkolenia kadry oficerskiej dla przyszłych polskich formacji wojskowych.
Siedzibą szkoły był dwór w miejscowości Stróża koło Limanowej. Obecnie w budynku tym mieści się Szkoła Podstawowa im. Stanisława Wyspiańskiego.
Zajęcia odbywały się od lipca do końca sierpnia 1913.
Jednym z inicjatorów szkolenia, a zarazem wykładowcą był Józef Piłsudski. Zajęcia prowadził również Kazimierz Sosnkowski.
Szkolenia Szkoły Oficerskiej Związku Walki Czynnej odbywały się systemem trójstopniowm i obejmowały: szkołę niższą (rekrucką), szkołę średnią podoficerską oraz szkołę wyższą oficerską. Kurs w Stróży przeznaczony był dla absolwentów kursów normalnych i wyższych tej szkoły.
Uczestników szkolenia było 90, wśród nich późniejsi dowódcy Legionów oraz znane postacie wojskowego i politycznego świata II Rzeczypospolitej. Wśród absolwentów byli m.in.: 
- gen. bryg. Stanisław Grzmot-Skotnickii[4],
- płk. Adam Koc
- gen. dyw. Tadeusz Kasprzycki
- Janusz Głuchowski[5]

Absolwenci kursu po dalszym przeszkoleniu wojskowo-propagandowym w Wyższej Szkole Oficerskiej ZWC (lub innej podobnej) i otrzymaniu stopnia oficerskiego, mieli prawo do noszenia „Parasola” – odznaki zaprojektowanej przez Włodzimierza Tetmajera w 1913 i zatwierdzonej przez Józefa Piłsudskiego. Odznakę tę w polskiej historii posiadało 67 osób.
W roku 1933, w dwudziestą rocznicę powstania Pierwszej Oficerskiej Szkoły Strzeleckiej, w Stróży odbyły się jubileuszowe uroczystości, w których uczestniczyli również jej absolwenci. Podczas uroczystości na budynku szkoły odsłonięto tablicę pamiątkową, na której znajduje się orzeł strzelecki oraz napis następującej treści:

1913 – 1933. W tym domu mieściła się w lipcu 1913 roku Pierwsza Oficerska Szkoła Strzelecka pod komendą Marszałka Józefa Piłsudskiego. W dwudziestą rocznicę, uczestnikom tej szkoły na chwałę, przyszłym pokoleniom ku pamięci tablicę tę wmurowali: Związek Strzelecki, Związek Legionistów, obywatele powiatu limanowskiego.

W czasach Polski Ludowej, na polecenie Komitetu Powiatowego PZPR w Limanowej, tablica została zerwana i rozbita. Jej pozostałości mieszkańcy Stróży ukryli, a następnie przekazali pod opiekę Towarzystwa im. Józefa Piłsudskiego w Krakowie. Tablicę odrestaurowano i uroczyście wmurowano w ścianę szkoły 5 listopada 1989. Towarzyszy jej u spodu skromna tabliczka (6 cm x 23 cm z cynku trawionego, litery pokryte czarną emalią, proj. Piotr M. Boroń) z napisem: "Tablica ta, wyrwana z tego miejsca i zniszczona, której szczątki przez ćwierć wieku ofiarnie ukrywali mieszkańcy Stróży, odrestaurowana staraniem środowisk niepodległościowych w 1981 r., z woli miejscowego społeczeństwa i za sprawą Towarzystwa im. Józefa Piłsudskiego, została przywrócona w dniu 5 listopada 1989 " (P. M. Boroń, J. Giza, P. K. Koźmiński, J. T. Nowak, "W kamieniu i brązie pamięci utrwalanie...", s. 26-27, Kraków, 1998 r.).